# Myzomela lafargei
Myzomela lafargei là một loài chim trong họ Meliphagidae.